# فردی گراب
فردی گراب (انگلیسی: Freddie Grubb; ۲۷ مهٔ ۱۸۸۷ – ۶ مارس ۱۹۴۹) دوچرخه‌سوار اهل بریتانیا بود.
وی در مسابقات کشوری و بین‌المللی در مجموع برندهٔ ۲ مدال نقره شده‌است.